# Savalou-Aga
Savalou-Aga è un arrondissement del Benin situato nella città di Savalou (dipartimento delle Colline) con 13.598 abitanti (dato 2006).